# Henri Frans de Ziel
Henri Frans de Ziel, né le 15 janvier 1916 à Paramaribo et décédé le 3 février 1975 à Haarlem, est un écrivain néoromantique du Suriname. Il écrivait sous le pseudonyme de Trefossa.
Il a écrit en néerlandais et en sranan tongo. Il travailla comme professeur et habita les Pays-Bas quelques années. Il est fréquemment  associé à d'autres écrivains comme Corly Verlooghen (nl), Eugène Rellum, Johanna Schouten-Elsenhout ou Michaël Slory (nl), et fut un important personnage de l'indépendance de Surinam.
En 2005, on lui érigea un monument sur la Sophie Redmondstraat de Paramaribo.